# プリザベーション・ホール

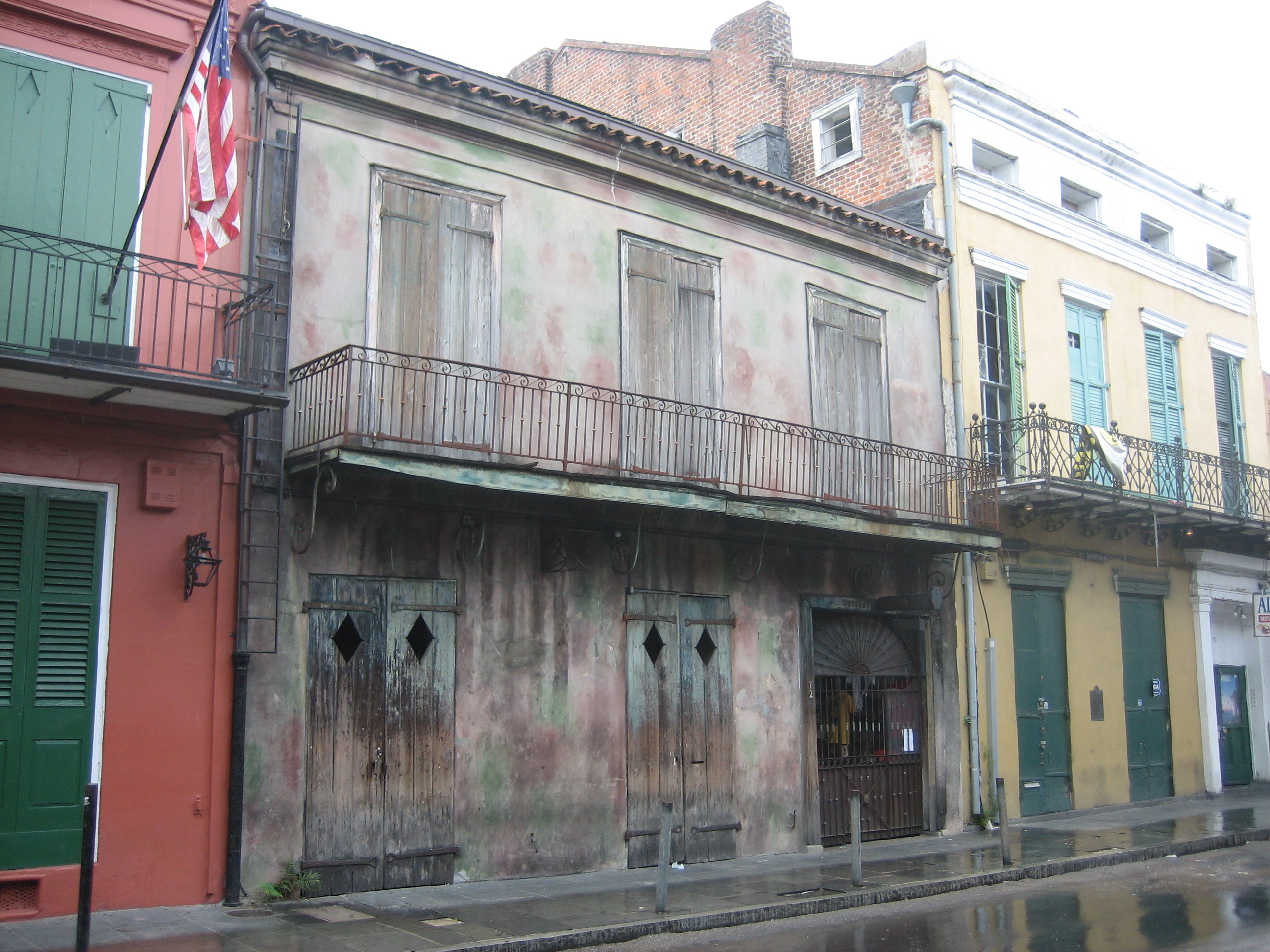
プリザベーション・ホールの建物。日中は閉鎖されている。

プリザベーション・ホール (Preservation Hall)は、米国ルイジアナ州ニューオーリンズのフレンチ・クオーターに位置する著名なジャズのコンサート・ホールである (住所: 726 St. Peter Street)。連夜、レギュラーのバンドが入れ替わりでライヴ演奏をする。プリザベーション・ホールで演奏されるのは主に、伝統的なディキシーランド・スタイルのジャズである。著名なホールであるにもかかわらず、入場料は非常に良心的である (2008年初頭時点で10ドル) 。入場者数が限られているため、開演前より入場を待つ長い列ができることが多い (座席予約は受け付けていない) 。このため、列を作る客のためにミュージシャン達が演奏をすることもある。尚、ホール内は古い木の床張りであり、4人程度が座れる古い長椅子が6つほど、そして壁沿いに古い椅子が数脚並んでいるのみであり、床に直接座ったり立ち見する客も多い。

## 歴史
プリザベーション・ホールでの音楽演奏の歴史は、1960年代初頭に遡る。地元起業家、ラリー・ボレンシュタインが、当時この建物でアート・ギャラリーを運営していた。彼は、仕事が少なかった年配のジャズ・ミュージシャン達を雇い、ギャラリーの来場者のために演奏をさせた。すると、多くの人々がアートよりも音楽目当てで訪れるようになっていった。ホールの経営はアラン・ジャフィーに引き継がれ、彼は音楽業界の常識を覆し、ダンスフロアや飲食物のない音楽のみを提供する会場として、プリザベーション・ホールを立ち上げたのである。
このフレンチ・クオーターの会場の外でも、ここで演奏するミュージシャンたちは、「プリザベーション・ホール・ジャズ・バンド」の名前で世界をツアーしている。
2005年8月のハリケーン・カトリーナで、プリザベーション・ホールの建物には被害はなかったものの、その後数ヶ月のホール閉鎖を余儀なくされた。カトリーナ後初のコンサートは、ホールの45周年を記念して2006年の4月27日、28日に行われた。

### 建物の歴史
プリザベーション・ホールの建物は、フレンチ・クオーターで最古の建物のひとつであり、1788年、1794年の2度の大火災で難を逃れている。フレンチ・クオーターで最古の建物であるアーシュリン修道院 (1745年建設、住所: 112 Chartres Street) の僅か5年後に私邸として建設されている。1812年の米英戦争の際には、酒場として営業していた。

## ホールを拠点として活動した主なミュージシャン
- ビリー・ピアース - ジャズ・ピアニスト